# شارل نيكول
شارل نيكول أو شارل جول هنري نيكول (Charles Nicolle أو Charles Jules Henry Nicolle) ـ (ولد في 21 سبتمبر 1866 بمدينة روان بفرنسا وتوفي في 28 فبراير 1936 بمدينة تونس العاصمة)، كان طبيباً فرنسياً، حصل على  جائزة نوبل في الطب لعام 1928 لاكتشافه العلاقة بين القمل وبين انتقال مرض التيفوس الوبائي.

## عائلته

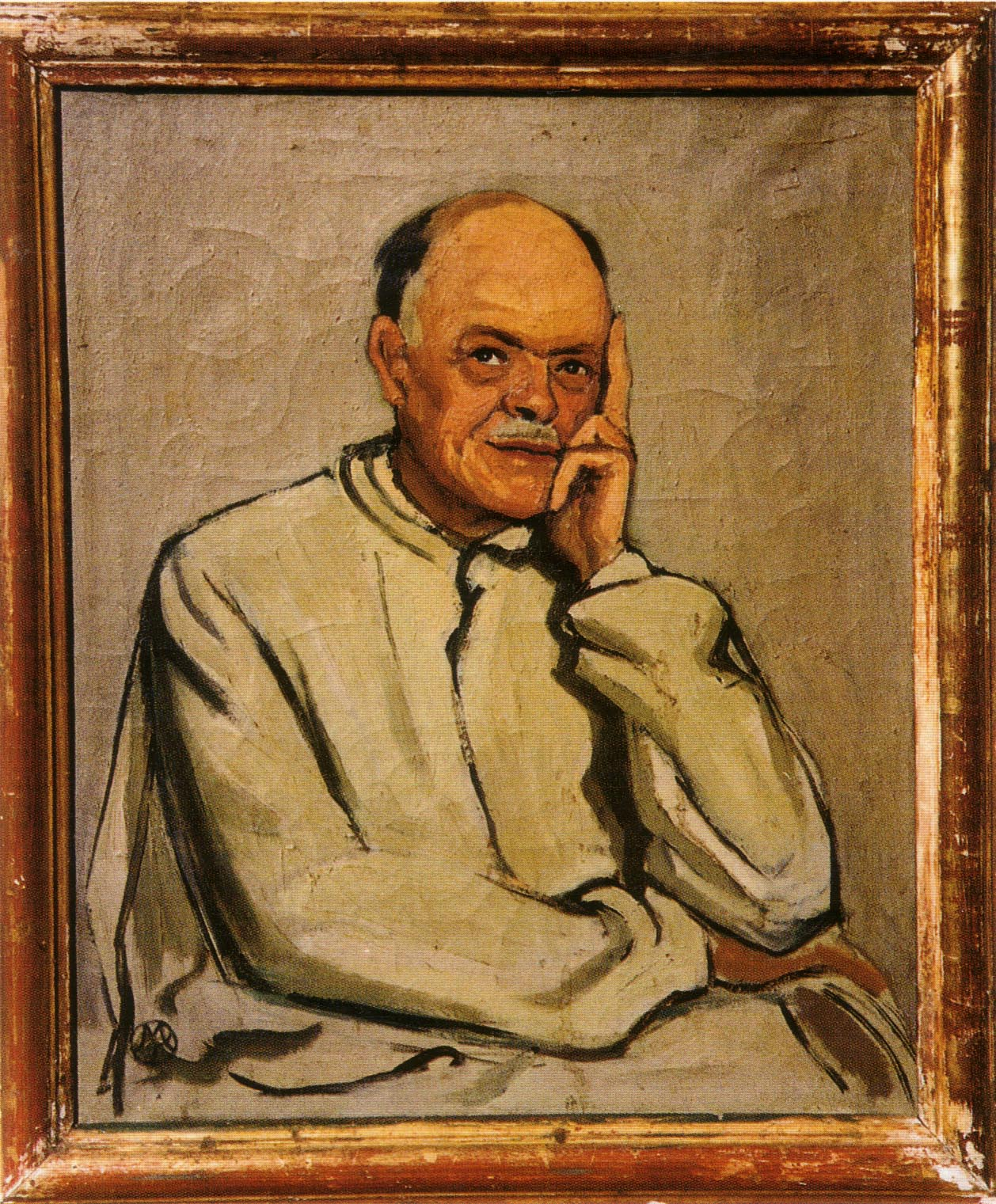
لوحة زيتيّة لشارل نيكول محفوظة في معهد باستور - تونس

وُلد نيكول لألين لوفرييه ويوجين نيكول في روان بفرنسا، ونشأ في عائلة من الطبقة المتوسطة تقدر التعليم. كان لديه شقيقان آخران، يُدعى أكبرهما موريس نيكول (عالم ميكروبيولوجي طبي، وأستاذ في معهد باستير في باريس، ومدير معهد علم البكتيريا في القسطنطينية)، أما الأصغر فهو مارسيل نيكول (ناقد فني).
تزوج نيكول لاحقًا من أليس أفيس في عام 1895، وأنجبا طفلين أسمياهما مارسيل (مواليد 1896) وبيير (مواليد 1898)، ودخل كلاهما أيضًا المجال الطبي.

## دراساته وعمله
تأثر نيكول بوالده مبكرًا من الناحية التعليمية، إذ كان طبيبًا في مستشفى روان. تلقى نيكول فيما بعد تعليمه في مدرسة ليسيه بيير كورنيل في روان، تلا ذلك حصوله على شهادة الطب من معهد باستور في باريس عام 1893. في هذه المرحلة، عاد إلى روان ليصبح عضوًا في كلية الطب حتى عام 1896، ثم مديرًا لمختبر البكتريولوجيا بين عامي 1896 و1902. في وقت ما من هذه الفترة، أصيب نيكول أيضًا بالصمم في إحدى أذنيه، ما حد من قدرته على الاستمرار في ممارسته السريرية وشجعه في الوقت نفسه على متابعة البحث الأكاديمي بصفته مهنة بديلة. بدأ بهذا التحول بالضبط في عام 1903، حين أصبح مديرًا لمعهد باستور في تونس ونفذ عمله الحائز على جائزة نوبل عن التيفوس، واصطحب معه هيلين سبارو بصفتها رئيسة للمختبر. بقي مديرًا للمعهد حتى وفاته عام 1936.

### إدارة معهد باستور في تونس
قبل أن يتولى نيكول منصب رئاسة معهد باستور في تونس، ظل المعهد المركز الأول للأبحاث في فرنسا، إذ كان يهدف إلى الجمع بين البحث الطبي والتعليم والخدمة العامة (علاج الأمراض) في إطار المبادئ التبشيرية الباستورية. بتوجيه من نيكول على مدى السنوات الـ 33 المقبلة، سرعان ما أصبح المعهد الشقيق في تونس مركزًا دوليًا قائما بذاته لإنتاج اللقاحات المستخدمة ضد الأمراض المعدية وللأبحاث الطبية.
يعود نجاح نيكول في توسيع معهد باستور في تونس في المقام الأول إلى انحرافه عن الأيديولوجية الباستورية التقليدية التي فرضت إجراء المساعدة الطبية والبحث بطريقة غير ربحية. سعى نيكول بدلًا من ذلك بنشاط لبناء علاقات مع مسؤولي الرعاية الصحية المحليين التونسيين والفرنسيين، ونظم المعهد بحيث أصبح من شأن الوظائف الطبية الأخرى (مثل رعاية المرضى) أن تدعم الأبحاث المختبرية المستمرة للمعهد من الناحية المالية. منحه ذلك الاستقلالية في إدارة المعهد دون الاعتماد على الأموال العامة أو الحكومية. مع ازدياد الاستقرار المالي للمعهد، عالج نيكول الأمراض والمشاكل الصحية العامة التي كانت شائعة في المنطقة المحلية، وشارك نتائج البحوث والموارد مع معهد باريس، ووصلت كتاباته العلمية إلى مجلة تسمى أرشيف معهد تونس. أصبح أيضًا جهة تنسيق رئيسية للحكومة الفرنسية حين ظهرت الأوبئة الجديدة التي استدعت التدخل، مثلما حدث في وباء الملاريا عام 1906، وتفشي الكوليرا عام 1907.
خلال هذا الوقت، شرع نيكول أيضًا في مشروعين رئيسيين من شأنهما تحديد دوره في المجتمع العلمي، وهما اكتشاف طريقة انتقال التيفوس (وهو مرض معد كان منتشرًا في جميع أنحاء شمال إفريقيا وحوض البحر الأبيض المتوسط آنذاك) وإنتاج اللقاحات.

## حياته العلمية
تعلم نيكول علم الأحياء من أبيه أوجين نيكول، الذي كان طبيباً في مستشفى روان، ودَرَس بمدرسة بيار كورناي الثانوية في روان، وحصل على درجته الطبية من معهد باستور في باريس سنة 1893، ومن ثم عاد إلى روان ليعمل طبيبا حتى عام 1896، ثم مديراً للمختبر البكتريولوجي.
كان مدير معهد باستور بتونس من عام 1903، وهو المنصب الذي شغله حتى وفاته، وهناك أجرى نيكول أبحاثه حول مرض التيفوس، التي استحق عنها جائزة نوبل في الطب.

## كتاباته الأدبية والفلسفية
كانت لنيكول أيضاً بعض الكتابات الأدبية والفلسفية، من بينها «معجنات بيلوني» (بالفرنسية: Le Pâtissier de Bellone)‏ و«اللصان» (بالفرنسية: Les deux Larrons)‏ و«حكايات مارموز» (بالفرنسية: Les Contes de Marmouse)‏ وغيرها.

## أسرته
تزوج نيكول من أليس أفيس سنة 1895 وأنجب منها مارسيل (ولدت سنة 1896) وبيار (ولد سنة 1898).

## وفاته
توفي نيكول في تونس العاصمة في 28 فبراير 1936 ودُفن بها. على قبره يمكن مشاهدة صورة غُصْنَي شجرة تفاح (رمزًا لنورماندي، مسقط رأسه) وشجرة زيتون (رمزًا لتونس، بلده بالتبني). سمي مستشفى شارل نيكول بتونس باسمه تخليدا لذكراه.

## روابط خارجية
- شارل نيكول على موقع الموسوعة البريطانية (الإنجليزية)
- شارل نيكول على موقع إن إن دي بي (الإنجليزية)